# Gunnar Auken
Niels Gunnar Jensen Auken (9. oktober 1913 i Suldrup – 27. januar 2002) var en dansk læge.
Auken kom fra en grundtvigiansk storbondeslægt i Vendsyssel, men valgte en akademisk løbebane og blev student fra Randers Statsskole og senere cand.med. fra Københavns Universitet i 1940. Han virkede fra 1947 som speciallæge i dermato-venerologi, og blev året efter dr.med. på en disputats om psoriasis. Han havde derefter egen hudlægepraksis i Panoptikonbygningen i København. Han gik på pension i 1989.
Under 2. verdenskrig var han aktiv i modstandsbevægelsen, derefter i partiet Dansk Samling. Senere blev han medlem af Socialdemokratiet. 
I 1940 blev Gunnar Auken gift med Kirsten Lomholt. Parret fik fem børn, hvor især politikerne Svend og Margrete er kendte. De øvrige er socialrådgiveren og debattøren Gunvor, advokaten og bridgespilleren Jens og skolelederen Ingegerd Auken.
Efter Kirstens død giftede Gunnar Auken sig igen og fik i sit 2. ægteskab datteren Charlotte.